# Necròpoli de Cirene
La Necròpoli de Cirene és una necròpoli situada entre Cirene, a Líbia, i l'antic port d'Apol·lònia, a la banda oest del turó Wadi Haleg Shaloof. Té prop de 10 km² de grandària. Amb túmuls arcaics en terrasses; el cementeri queda prop de l'antiga carretera cap a Apolònia. La necròpoli està hui parcialment perduda, i algunes parts foren arrasades al 2013. La UNESCO classificà el llogaret al 1982 com a Patrimoni Mundial i va afegir Cirene al 2017 a la Llista del Patrimoni Mundial en Perill.

## General
Els primers vestigis de Cirene daten de prop del 700 aC, i es considera la major i més antiga colònia grega de l'est de Líbia. Es creu que l'antiga planta Silphium, ara extinta, creixia només a la zona de Cirene.
El 2013, el professor d'arqueologia Ahmed Hussein de la Universitat de Bayda va observar:
| « | "Aquesta antiga necròpolis és una de les més importants del món. Les seves tombes i sarcòfags es van construir cap al 600 aC. Aquestes tombes estan repartides a cada costat d'una carretera que condueix al centre de l'antiga ciutat de Cirene. El lloc estava malmès al llarg d’uns dos quilòmetres. Es van destruir unes 200 voltes i tombes, així com una secció d’un viaducte que es remunta a aproximadament el 200 dC. Algunes restes antigues van ser llançades a un riu proper com si fossin purament escombraries." | » |

James Hamilton va descriure la necròpoli de Cirene en la seua visita del 1856:

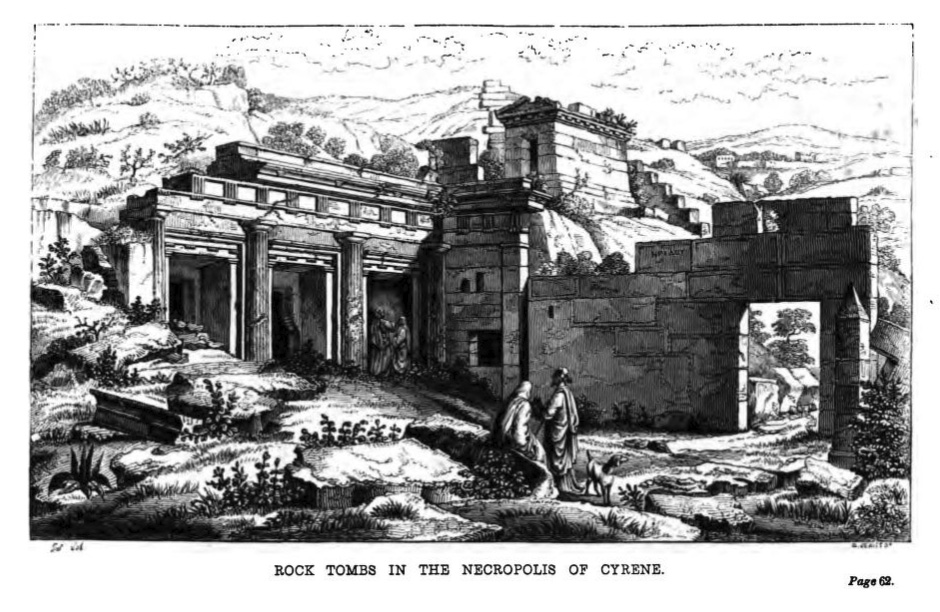
Vagar pel nord d'Àfrica, de James Hamilton, 1856

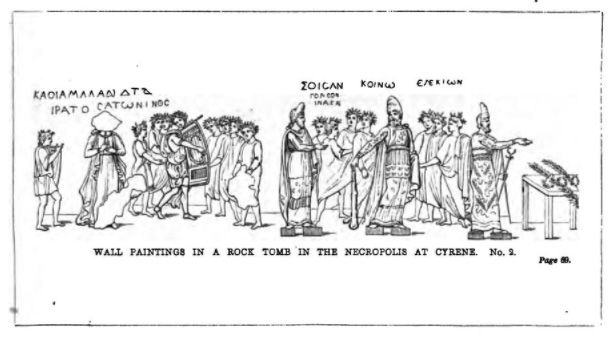
Pintura de paret en una tomba de la necròpoli de Cirene, 1856

| « | "Alguns sentiments de malenconia es desperten en cada visitant, quan veu les llargues fileres de sepulcres espoliats, espargits pels vessants dels turons, entrant a la plana avall, i estenent-se en totes direccions per l'altiplà sud. El sarcòfag simple i el mausoleu orgullós ara són esbatanats sense llogaters; no perpetuen l'afecte dels supervivents ni els mèrits dels morts, resten muts respecte a la seua història, destí, i quasi els seus noms. Mans bàrbares pertorbaren les relíquies i saquejaren els tresors que abans contenien; l'existència d'aquests tresors degué ser l'incentiu, i sols això, per explicar la violació universal de túmuls; l'odi, tan inútil com laboriós, rarament és tan implacable." "La cara nord del turó oriental sembla el primer lloc per a les sepultures; i, per l'estil, pense que alguns monuments, a una mitja milla de la font, en la carretera cap a Apolònia, en són dels més antics. Són grans sepulcres, en la roca sòlida, amb pòrtics, d'estil grec, quasi egipci. Crec que els sepulcres, que estan totalment excavats, sense accessoris de maçoneria, són de dues èpoques: la primera, tot i generalment rude, impressiona per la vastitud monolítica; la darrera, en les seues decoracions diminutes, gracioses, recorden molt a Pompeia. Algunes, en què la roca llisa és ratllada, imita la maçoneria, com les cases d'estuc de Belgràvia." "Les inscripcions, difícilment llegibles, semblen consistir en noms de visitants: als incultes no els interessen. Tota la sèrie evidentment es refereix als jocs antics: curses, gladiadors, lluitadors i pugilistes, ocupant els dos marges que estan danyats. Hi ha dos lluitadors, amb una tercera figura, que sembla fer un bot volant per damunt dels seus caps, però podria ser que estiguessen estassats a terra vençuts, mentre el jutge, amb el trofeu, o potser l'oli de la unció, observa des del racó. A dreta hi ha dues figures, una sembla convidar al primer, un jove, a entrar per una porta, i conjecture que seria la iniciació d'un jove en l'estudi de retòrica o poesia. Ací comencen les inscripcions. L'acció de les dues figures següents és indestriable. Després veiem una figura amb una llarga cortina, coronada amb heura o fulles de parra, amb la mà dreta estesa i amb l'esquerra duent una lira. Un orador o poeta, amb un rotlle a la mà, ve després, i més tard la mateixa figura vestida ara toca la lira." "El grup següent desgraciadament està molt danyat, però és una composició notable. Conté vuit figures, totes coronades d'heura; el quart bufa una flauta doble; al seu davant hi ha una figura nua. Ací hi ha una figura ara decapitada, i un músic tocant la lira, envoltat de set persones. Una figura masculina, amb màscara tràgica, sembla declamar cap a una dona també emmascarada, rodejada per set dones, coronades amb garlandes. […] per l'estil, se semblen molt als frescs de Pompeia, als quals, o més aviat més tard, es poden atribuir. Als dos costats de la porta, hi ha una lluita d'animals i una cacera. En un, hi ha un bou atacat per un lleó, mentre un tigre es prepara per botar-li al bescoll; al damunt hi ha cérvols, una gasela, gossos i un xacal. Les llances volen per tot arreu." | » |

## Excavacions
Les excavacions començaren en el segle XIX. Richard Norton estudià el jaciment al 1911. L'arqueòleg anglés Alan Rowe va trobar-hi fragments d'una urna cinerària ptolemaica, una figura de Teia, i va investigar-ne les tombes entre 1952 i 1957. Rowe fou el primer a fer un extens estudi arqueològic de la necròpoli; però molts artefactes de les seues excavacions, i d'Oliverio el 1925, són hui considerats perduts. Burton Brown descobrí dos sarcòfags i un cementeri romà el 1947. Beschi n'excavà dues tombes el 1963.

## Galeria

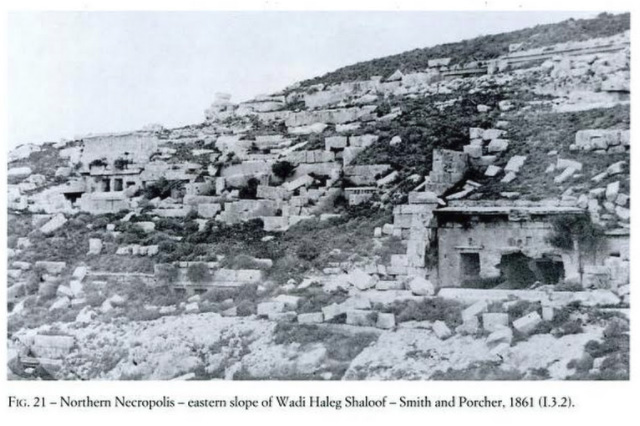
Smith i Porcher, 1861
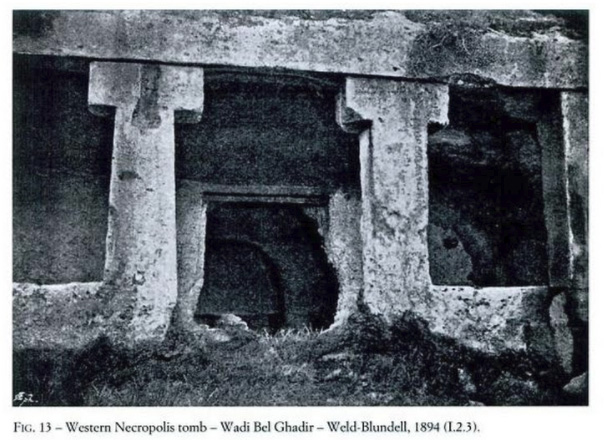
Weld-Blundell, 1894
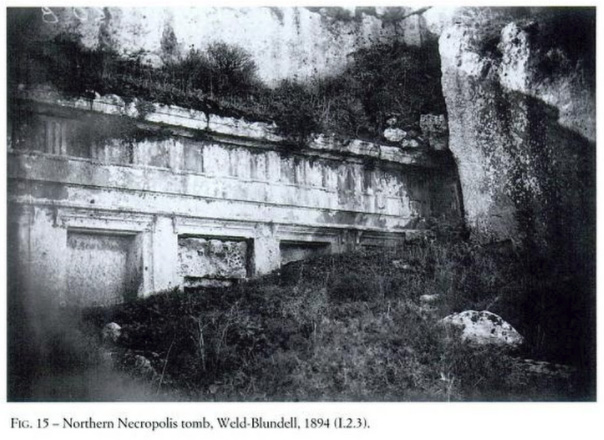
Weld-Blundell, 1894
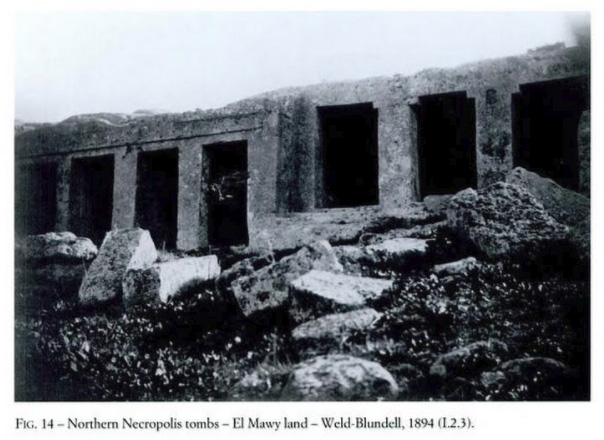
Weld-Blundell, 1894
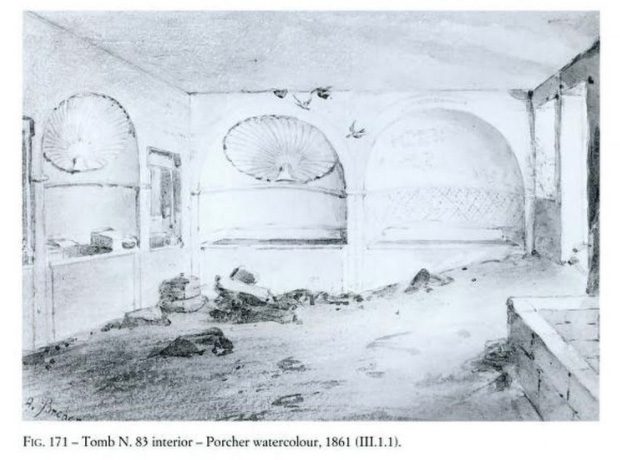
Porcher, 1861
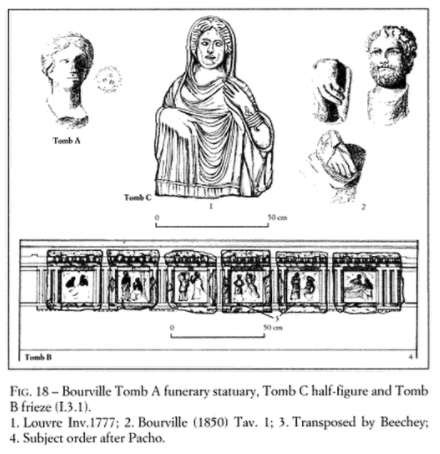
Beechey, 1850, estàtues funerárias
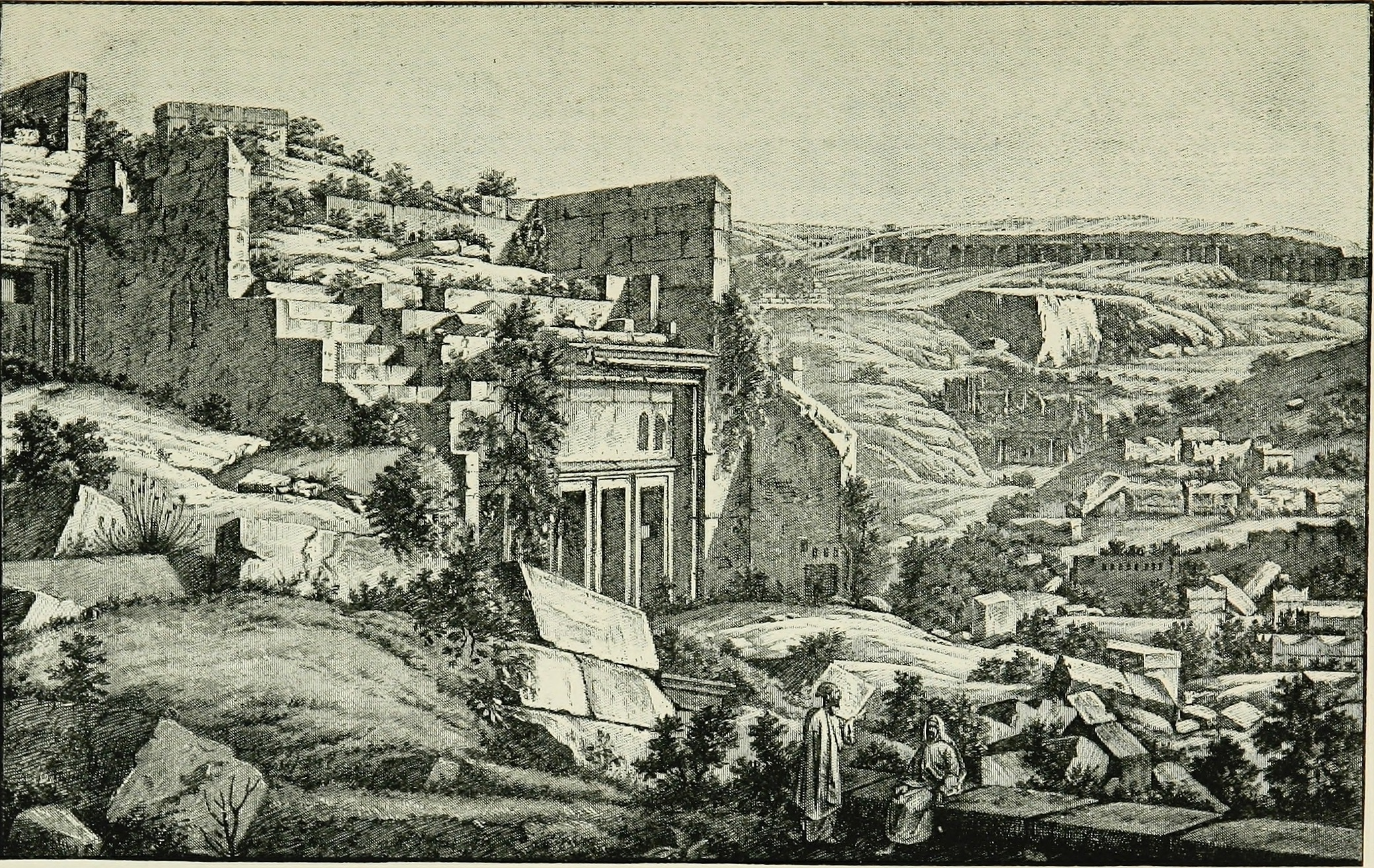
Il·lustració en History of Egypt, Chaldea, Syria, Babylonia and Assyria (1903)